# Zelotes matobensis
Zelotes matobensis este o specie de păianjeni din genul Zelotes, familia Gnaphosidae, descrisă de Fitzpatrick în anul 2007.
Este endemică în Zimbabwe. Conform Catalogue of Life specia Zelotes matobensis nu are subspecii cunoscute.